# Bernard Italský
Bernard či Bernhard (797? Pikardie – 17. dubna 818 Cáchy) byl nemanželským synem Pipina Italského a vnukem císaře Svaté říše římské Karla Velikého. V Italském království panoval od roku 813 do roku 817.

## Životopis

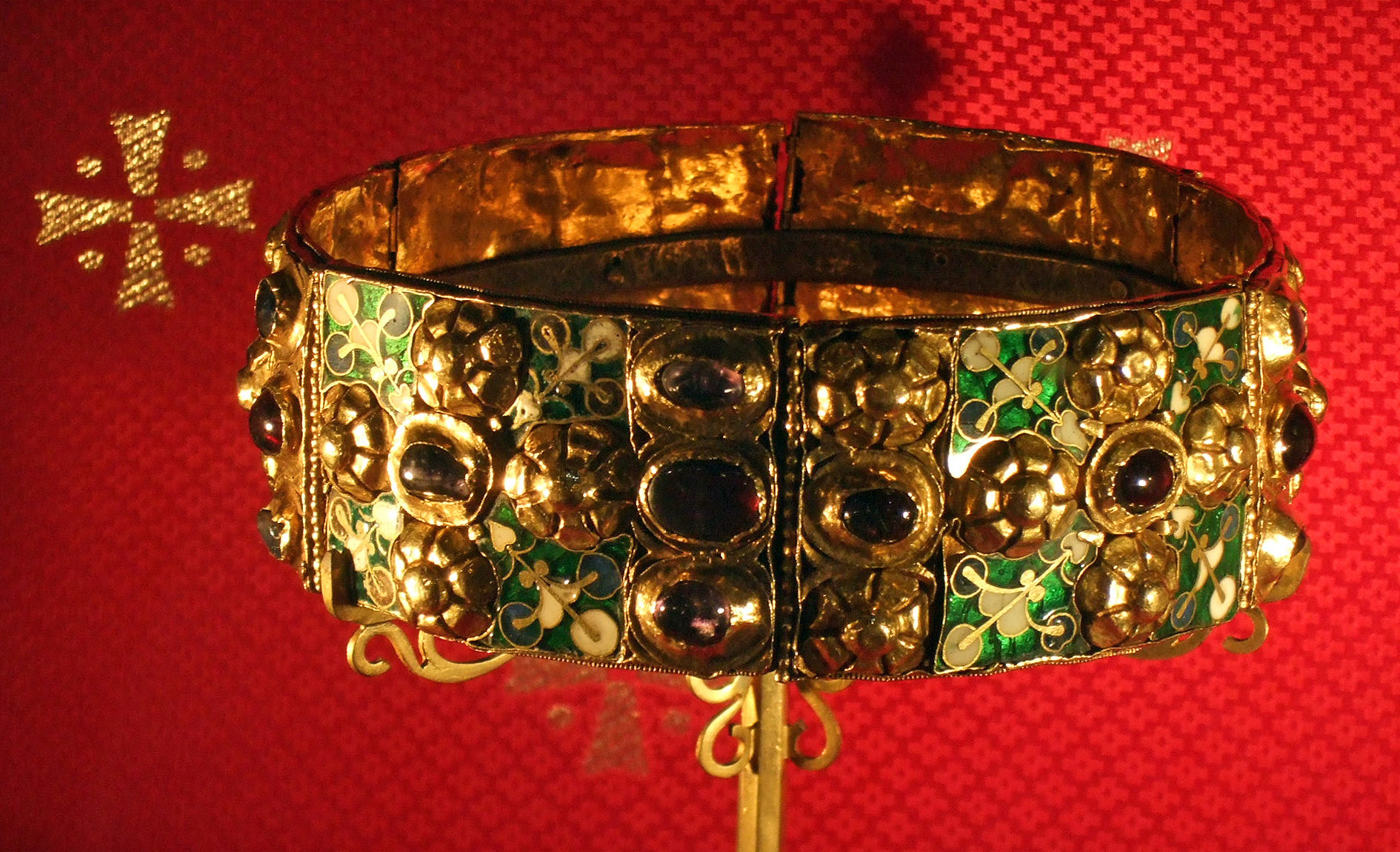
Železná koruna Langobardů, panovnický klenot italských králů

Narodil se jako nemanželský syn italského krále Pipina, o jeho matce se nedochovaly žádné zprávy. Král Pipin měl z manželství s údajnou Bertou pět dcer, ale žádného syna.
Náhlá smrt krále Pipina roku 810 i jeho staršího bratra Karla o více než rok později, připravila císaře Karla Velikého o dva budoucí nástupce a potenciální vladaře. Jeho jediným dospělým potomkem zůstal Ludvík Pobožný. Přesto se roku 812 císař rozhodl k předání Italského království do moci Bernarda, kterého v létě roku 813 oficiálně dosadil za italského krále, avšak bez řádné, byť formální, volby magnátů. Na místo rádce tohoto mladistvého krále z rodu Karlovců určil Karel Veliký zkušeného politika, vojáka a svého nevlastního bratrance Walu, který se však záhy po nástupu Ludvíka Pobožného stal jeho stoupencem
Nový král (resp. jeho regent Wala) se musel potýkat s novou nebezpečnou situací v Itálii, kdy se Byzanc z italského území stáhla a Arabové obsadili Sicílii, odkud podnikali pirátské nájezdy na sever poloostrova.
Po smrti Karla Velikého roku 814 se vlády ve Franské říši ujal jeho jediný přeživší syn Ludvík. Bezproblémové vztahy s italským králem Bernardem ukončilo vydání Ordinatio imperii v červenci roku 817, v němž císař Ludvík Pobožný formou zákona upravil nástupnictví v říši po smrti své osoby. Dědici byli výhradně jeho tři synové Lothar, Pipin a Ludvík. Údajnou zásluhu na tomto odsunutí z pozice italského krále měla manželka císaře Ludvíka Pobožného Ermengarda (Irmgarda) († říjen 818).
Bernard reagoval v prosinci 817 tažením na sever, zřejmě povzbuzen svými příznivci a ve snaze vydobýt si silou své údajné právo na italskou korunu, ale císař pohotově přeskupil svá vojska, a tak se Bernard pokusil vyjednávat. Vydal se za císařem do Chalon-sur-Saône v Burgundsku, ovšem gesto pokory nebylo vyslyšeno. Císař jej nechal zatknout, odvést do Cách, kde byl následujícího roku 818 odsouzen k smrti. Tento trest mu jeho císařský strýc 15. dubna změnil na doživotní žalář, ovšem nechal jej oslepit. To bylo provedeno takovým způsobem, že Bernard na následky násilného oslepení za dva dny zemřel.
Jeho potomkem z manželství s Kuningutou byl Pipin z Vermandois, zakladatel vedlejší větve Karlovců zvané Herbertovci po jeho synovi Herbertovi. Tento rod si udržel značný vliv ve Francouzském království až do svého vymření koncem 11. století.